# O Indomável
O Indomável (chinês simplificado: 陈情令, pinyin: Chén Qíng Lìng), ou ainda Os Indomáveis, é uma websérie chinesa exibida pela Tencent Video de 27 de junho a 20 de agosto de 2019, estrelada por Xiao Zhan e Wang Yibo. A série é baseada no romance de Mo Xiang Tong Xiu, Mo Dao Zu Shi. A série foi a mais assistida na China, alcançando também grande repercussão internacional.

## Enredo
O mundo jianghu é governado pela poderosa seita Wen, que domina as seitas menores Lan, Jiang, Nie e Jin. O despreocupado Wei Wuxian se torna rapidamente amigo do justo Lan Wangji e, durante suas aventuras, o casal descobre que o chefe da seita Wen é o mentor do mal por trás de uma série de conspirações que causariam estragos nas terras.
As tentativas de Wei Wuxian de proteger os membros inocentes da seita Wen da perseguição injusta levam ao desastre, e ele desaparece no processo. Wei Wuxian reaparece dezesseis anos depois, e trabalha junto com Lan Wangji para resolver uma série de mistérios de assassinatos, eventualmente encontrando e derrotando o verdadeiro culpado.

## Episódios
A série é exibida toda quinta e sexta-feira (GMT +08:00) com dois episódios cada, e os membros VIP podem ter acesso antecipado a mais dois. No primeiro dia de seu lançamento, um total de seis episódios estava disponível para membros VIP. Em 30 de junho de 2019, o Weibo oficial lançou uma nova programação e mudou o lançamento para segunda-feira até quarta-feira. A série terminou em 20 de agosto de 2019 com o 50º episódio. Em 29 de julho de 2019, durante um evento oficial de fanmeeting, eles anunciaram que os membros do VVIP poderiam assistir a todos os episódios em 7 de agosto.

## Elenco

### Elenco principal
| Actor                         | Character           | Introduction |
| ----------------------------- | ------------------- | --- |
| Xiao Zhan Su Yaxin (jovem)    | Wei Wuxian (魏无羡) | Nome de nascimento: Wei Ying (魏婴) Também conhecido como o "patriarca Yiling" (夷陵老祖), ele é um discípulo da seita de Jiang que mais tarde escolhe seguir o cultivo demoníaco depois de perder seu núcleo de ouro. Ele empunha a espada Suibian (随便) e a flauta Chenqing (陈情) e é conhecido por sua capacidade de inventar novas técnicas e invenções espirituais, como o Selo do Tigre da Stygian (阴虎符) Ele é bondoso, otimista, travesso e leal, e se preocupa profundamente com seus amigos e familiares. Ele e Lan Wangji se consideram almas gêmeas. |
| Xiao Zhan Su Yaxin (jovem)    | Mo Xuanyu (莫玄羽)  | O filho ilegítimo de Jin Guangshan e ex-discípulo da seita Jin. Ele sacrificou seu corpo a Wei Wuxian através de um ritual para cumprir seus planos de vingança, alimentando a trama. |
| Wang Yibo Chen Junkai (jovem) | Lan Wangji (蓝忘机) | Nome de nascimento: Lan Zhan (Chinese: 蓝湛). Também conhecido como Senhor Hanguang (含光), ou Senhor do rolamento da luz, ele é o segundo jovem mestre da seita Lan e um dos Dois Jades de Lan. Ele empunha a espada Bichen (避尘) e o guqin Wangji (忘机). Ele é frio, rigoroso, distante e difícil de entender, mas tem um bom coração e um senso de justiça. Ele tem uma queda por Wei Wuxian, que ele considera sua alma gêmea. |

### Elenco de apoio

#### Seita Gusu Lan
| Ator/Atriz                         | Personagem          | Introdução |
| ---------------------------------- | ------------------- | --- |
| Liu Haikuan Shen Yifeng (jovem)    | Lan Xichen (蓝曦臣) | Nome de nascença: Lan Huan (蓝涣). Também conhecido como "Senhor Zewu" (泽芜君), ou senhor do crescimento excessivo de crocância, ele é o líder e o primeiro jovem mestre da seita Lan, e um dos Dois Jades de Lan. Ele é conhecido como um dos Três Zuns ao lado de seus irmãos jurados Jin Guangyao e Nie Mingjue. Ele empunha a espada Shuoyue (朔月) e a flauta Liebing (裂冰). Em contraste com o irmão mais novo, ele é uma pessoa gentil e confiante.              |
| Huang Ziteng                       | Lan Qiren (蓝启仁)  | O ancião respeitado da seita de Lan. O tio de Lan Xichen e Lan Wangji. Um professor extremamente rigoroso que não se dá bem com Wei Wuxian. |
| Zheng Fanxing Jiang Yiting (jovem) | Lan Sizhui (蓝思追) | Nome de nascimento: Anteriormente Wen Yuan (苑), agora Lan Yuan (蓝愿). Um discípulo da seita Lan. Ele foi encontrado por Wei Wuxian entre os restos da seita Wen e foi criado por ele, e depois levado de volta à seita Lan por Lan Wangji. Ele é um indivíduo calmo e elegante, que se comporta de maneira inteligente e sensível, e é muito maduro para sua idade. Quando criança, ele era mais um causador de problemas. Ele é amigo íntimo de Lan Jingyi e Jin Ling. |
| Guo Cheng                          | Lan Jingyi (蓝景仪) | Um discípulo da seita Lan. Comparado às personalidades tranquilas da maioria de seus colegas membros da seita Lan, ele é de temperamento brusco e impaciente, mas de bom coração, e conhecido na base de fãs como o "Lan mais un Lan do que nunca Lan na história da Lan". Ele é amigo íntimo de Lan Sizhui e Jin Ling. |
| Carman Lee                         | Lan Yi (蓝翼)       | A única cabeça feminina na história da seita Lan. Ela inventou a infame técnica de assassinato de acordes e foi responsável por guardar um pedaço do "Ferro Estígio" (铁). |

#### Seita Lanling Jin
| Ator/Atriz   | Personagem             | Introdução |
| ------------ | ---------------------- | --- |
| Shen Xiaohai | Jin Guangshan (金光善) | O líder da seita Jin. Pai de Jin Guangyao, Jin Zixuan, Qin Su e Mo Xuanyu. Ele é conhecido como mulherengo e tem muitos filhos ilegítimos. |
| Hu Xiaoting  | Madame Jin (金夫人)    | A esposa de Jin Guangshan e mãe de Jin Zixuan. |
| Zhu Zanjin   | Jin Guangyao (金光瑶)  | Nome de nascimento: Meng Yao (孟瑶). Também conhecido como Lord Lianfang (敛芳尊), ou mestre de fragrâncias oculto, ele é o filho ilegítimo de Jin Guangshan e se tornou o líder da seita Jin após a morte do último. Ele é conhecido como um dos três zuns ao lado de seus irmãos jurados Lan Xichen e Nie Mingjue. Ele empunha a espada Hensheng (恨生). Ele trabalhou como servo da seita Nie e como espião na seita Wen antes de obter a aprovação de seu pai para ingressar na seita Jin após a Campanha do Tiro Solar. Devido à sua identidade como filho de prostituta, ele se sente inferior e está determinado a provar a si mesmo. Ele é conhecido por usar uma máscara de prazer e seu comportamento suave. Ele admira muito Lan Xichen, que foi a única pessoa que lhe mostrou bondade durante seus dias como servo. |
| Cao Yuchen   | Jin Zixuan (金子轩)    | Filho de Jin Guangshan, pai de Jin Ling e marido de Jiang Yanli. Ele é orgulhoso e vaidoso, mas também honesto e justo. Ele despreza Jiang Yanli no começo, mas cresce para cuidar dela e, eventualmente, se apaixona por ela. |
| Yao Shuhao   | Jin Zixun (金子勋)     | O primo de Jin Zixuan. Ele é arrogante e vaidoso e detém imenso desgosto por Wei Wuxian. |
| Jin Luying   | Qin Su (秦愫)          | A esposa de Jin Guangyao, com quem ela se relaciona; a filha de Qin Cangye, líder da seita Laoling Qin, uma subsidiária da seita Jin. |
| Qi Peixin    | Jin Ling (金凌)        | Nome de cortesia: Rulan (如 兰). O único herdeiro da seita Jin, sobrinho de Wei Wuxian, e o filho órfão de Jin Zixuan e Jiang Yanli. Ele empunha a espada Suihua (岁华尊) e também é um excelente arqueiro. Ele tem um cachorro chamado Fairy, que muitas vezes atormenta Wei Wuxian como alívio cômico. Ele é orgulhoso, um tanto imaturo e mal-humorado, mas também pode ser gentil e leal, se necessário. Ele é amigo íntimo de Lan Sizhui e Lan Jingyi. |
| Wang Yifei   | Luo Qingyang (罗青羊)  | Também conhecida como Mian Mian (绵绵). Um discípulo da seita Jin. Ela não tem medo de defender o que é certo e mais tarde deixou a seita Jin devido a diferentes crenças em Wei Wuxian, sendo um dos únicos personagens além de Lan Wangji que está disposto a falar por ele. |

#### Seita Qinghe Nie
| Ator/Atriz  | Personagem            | Introdução |
| ----------- | --------------------- | --- |
| Wang Yizhou | Nie Mingjue (聂明玦)  | Também conhecido como "Senhor Chifeng" (赤锋尊), ou o Mestre dos Picos Escarlate, ele é o líder da seita Nie. Ele é conhecido como um dos Três Zuns ao lado de seus irmãos jurados Lan Xichen e Jin Guangyao. Ele empunha o sabre Baxia (霸下). Ele é rigoroso, justo e conhecido por sua intolerância ao mal. No entanto, ele tem um temperamento terrível e guarda rancor extremo por Jin Guangyao. |
| Ji Li       | Nie Huaisang (聂怀桑) | O líder da seita Nie após a morte de Nie Mingjue e meio-irmão mais novo de Nie Mingjue. Ele é bem conhecido por sua incompetência e é apelidado de Head-Shaker. Muitas vezes, ele é visto carregando um ventilador. No entanto, há mais do que muitos pensam. |

#### Seita Qishan Wen
| Ator/Atriz              | Personagem             | Introdução |
| ----------------------- | ---------------------- | --- |
| Xiu Qing                | Wen Ruohan (温若寒)    | O líder da seita Wen, cultivador-chefe e pai de Wen Chao e Wen Xu. Ele é um homem ambicioso que quer governar as cinco seitas restaurando o Ferro da Stygian (阴 铁). |
| Wang Rong               | Wen Xu (温旭)          | O filho mais velho de Wen Ruohan, um homem cruel e violento. |
| He Peng                 | Wen Chao (温晁)        | O segundo filho de Wen Ruohan. Ele é um dos principais antagonistas na primeira metade do show e é cruel, arrogante e rude. No entanto, diante do perigo, ele imediatamente adota uma natureza patética e covarde devido ao seu medo. Ele gosta de punir e magoar os outros, promovendo sua natureza sádica. |
| Meng Ziyi               | Wen Qing (温情)        | Um médico renomado da seita Wen e irmã mais velha de Wen Ning. Ela é distante, fria e extremamente inteligente. Ela é protetora em relação ao irmão e inicialmente não gosta de Wei Wuxian, mas acaba se aquecendo quando ele se torna uma das únicas pessoas a tratá-la gentilmente depois que a seita Wen é derrubada. |
| Yu Bin Su Qiuyi (jovem) | Wen Ning (温宁)        | Nome de cortesia: Qionglin (琼林). Também conhecido como "O General Fantasma" (鬼将军), ele é o braço direito de Wei Wuxian durante seu tempo como Patriarca Yiling. Ele era uma pessoa tímida e gago quando estava vivo devido a sua estranha doença e passou a confiar em Wei Wuxian depois de ter sido banhado com bondade por ele. Como um cadáver feroz, ele é propenso a explosões de raiva, mas permanece inocente, gentil e tímido. |
| Feng Mingjing           | Wen Zhuliu (温逐流)    | Também conhecida como Mão do Derretimento do Núcleo (化丹手) devido à sua capacidade de derreter um Núcleo Dourado e é o protetor de Wen Chao. Ele é extremamente monótono e não parece ter muitos pensamentos. |
| Lu Enjie                | Wang Lingjiao (王灵娇) | A ex-empregada da esposa de Wen Chao e amante de Wen Chao. Ela é uma mulher arrogante e pomposa; no entanto, ao enfrentar qualquer ameaça real, ela imediatamente se esconde em uma natureza semelhante à de Wen Chao. |
| Zhang Bin               | Wen Mao (温卯)         | Um ancestral da seita Wen. |

#### Seita Yunmeng Jiang
| Ator/Atriz                            | Personagem              | Introdução |
| ------------------------------------- | ----------------------- | --- |
| Lu Jianmin                            | Jiang Fengmian (江枫眠) | O líder da seita Jiang, pai de Jiang Yanli e Jiang Cheng. Ele é um homem gentil e gentil, mas tem favoritismo em relação a Wei Wuxian. |
| Zhang Jingtong                        | Yu Ziyuan (虞紫鸢)      | Também conhecida como Madame Yu ou San Niang. A esposa de Jiang Fengmian, mãe de Jiang Yanli e Jiang Cheng, e proprietária original do anel Zidian (紫电). Ela parece dura e rigorosa, mas se importa com os filhos e o marido no fundo, apesar de não gostar de Wei Wuxian. |
| Wang Zhuocheng Huang Zhenchen (jovem) | Jiang Cheng (江澄)      | Nome de cortesia: Wanyin (晚吟). Também conhecido como Sandu Shengshou 三毒圣手), ou "Três Venenos Sábios", ele é o líder da seita Jiang após a morte de Jiang Fengmian. Ele empunha a espada Sandu (三毒) e o anel Zidian (紫电). Ele é um homem honesto e rigoroso, que cumpre as regras. Ele tem um mau humor, mas se preocupa profundamente com seus entes queridos, especialmente com sua irmã. Ele tinha um ótimo relacionamento com Wei Wuxian, mas o relacionamento deles se deteriorou devido a diferentes crenças; no entanto, eles fizeram as pazes no final do show. Por algum tempo, ele teve uma queda por Wen Qing, até que Wen Chao ordenou a morte de seus pais, fazendo com que ele abrigasse ódio pela seita Wen; no entanto, ele não podia odiá-la completamente. Ele adora seu sobrinho Jin Ling, embora ele também seja rígido e de língua afiada em relação a ele. |
| Xuan Lu Ye Xuantong (jovem)           | Jiang Yanli (江厌离)    | A irmã mais velha de Jiang Cheng, a irmã mais velha do discípulo de Wei Wuxian, a esposa de Jin Zixuan e a mãe de Jin Ling. Ela é uma pessoa gentil, compreensiva e atenciosa que protege seus irmãos e fornece apoio emocional. Ela também parece ser uma cozinheira muito boa, com seu melhor prato sendo uma raiz de lótus e sopa de costela de porco que ela costuma fazer para seus irmãos. Embora ela seja muito gentil, ela parece ter sentimentos um tanto delicados, como mostra quando ela é desprezada várias vezes por Jin Zixuan. |

#### Arco da cidade de Yi
| Ator/Atriz    | Personagem             | Introdução |
| ------------- | ---------------------- | --- |
| Song Jiyang   | Xiao Xingchen (晓星尘) | Também conhecido como "Daozhang" (道长), ele é um dos alunos de Baoshan Sanren que deixou a montanha para o mundo mortal. Ele empunha a espada Shuanghua (霜华) e é o melhor amigo de Song Lan. Ele é gentil por fora, mas determinado por dentro. |
| Li Bowen      | Song Lan (宋岚)        | Nome de cortesia: Song Zichen (宋子琛). Um cultivador do templo de Baixue e melhor amigo de Xiao Xingchen. Ele empunha a espada Fuxue (拂 雪). |
| Wang Haoxuan  | Xue Yang (薛洋)        | Nome de cortesia: Chengmei (成美). Um discípulo convidado da seita Jin que tem uma afiliação com o Ferro Stygian (阴铁). Ele empunha a espada Jiangzai (降灾). Ele é conhecido por suas maneiras más e distorcidas.                                |
| Chen Zhuoxuan | Ah Qing (阿箐)         | Uma jovem donzela que morava nas ruas e especialista em fingir ser cega. Ela seguiu Xiao Xingchen depois de conhecê-lo. |

#### Outros
| Ator/Atriz   | Personagem                | Introdução |
| ------------ | ------------------------- | --- |
| Feng Cong    | Su She (苏涉)             | Nome de cortesia: Minshan (悯善). O líder covarde da seita Moling. Um ex-discípulo externo da Seita Lan, que ele traiu e deixou para estabelecer o seu próprio com o apoio de Jin Guangyao, a quem ele tem grande respeito. Ele tem ciúmes dos talentos de Lan Wangji e sempre imitou suas ações. |
| Liu Tingyu   | Baoshan Sanren (抱山散人) | A professora de Xiao Xingchen e Cangse Sanren, mãe de Wei Wuxian. |
| Cao Junxiang | Ouyang Zizhen (欧阳子真)  | O filho único do líder da seita Baling Ouyang. |
| Yu Zikuang   | Xue Chonghai (薛重亥)     | O antigo dono do Ferro Stygian (阴铁). |

| Ator/Atriz     | Personagem                                | Introdução                                                                                       |
| -------------- | ----------------------------------------- | ------------------------------------------------------------------------------------------------ |
| Liu Yinjun     | Jin Chan (金阐)                           | Um discípulo da seita Jin. Ele intimidou Jin Ling, mas é parado por Wei Wuxian.                  |
| Lin Chenyue    | Sexto discípulo (六师弟)                  | Discípulo da seita Jiang.                                                                        |
| Jiang Weijia   | Chefe de Nie (聂氏总领)                   | Ele sempre intimida Jin Guangyao e depois é morto por ele.                                       |
| Niu Zhiqiang   | Chefe Yao (姚宗主)                        | Um dos anciãos fofoqueiros que não gostam de Wei Wuxian e espalham rumores infundados sobre ele. |
| Pu Changcheng  | Chefe Ouyang (欧阳宗主)                   |                                                                                                  |
| Zhang Ye       | Yi Weichun (易为春)                       |                                                                                                  |
| Xu Xiaowen     | Fang Mengchen (方梦臣)                    |                                                                                                  |
| Cai Yingchun   | Avó Wen (温婆婆)                          | Wen Qing, Wen Ning e parente de Wen Yuan.                                                        |
| Yi Jianxiang   | Quarto tio Wen (温四叔)                   | Wen Qing, Wen Ning e parente de Wen Yuan.                                                        |
| Sun Shengxuan  | Mo Ziyuan (莫重亥)                        | O primo de Mo Xuanyu que abusou dele.                                                            |
| Jia Shuyi      | Madame Mo (莫夫人)                        | Tia de Mo Xuanyu que abusou dele.                                                                |
| Liu Damin      | Senhor Mo (莫老爷)                        | Tio de Mo Xuanyu.                                                                                |
| Feng Qiruo     | Ah Ding (阿丁)                            | Um servo de Mo.                                                                                  |
| Feng Qiruo     | Ah Tong (阿童)                            | Um servo de Mo.                                                                                  |
| Zhang Linran   | Ah Yan (阿胭)                             | Uma garota amaldiçoada pela estátua da Senhora Celestial.                                        |
| Li Lujin       | Mãe de Ah Yan (阿胭娘)                    |                                                                                                  |
| Fan Huawei     | Bi Cao (碧草)                             | Um servo de Qin Su.                                                                              |
| Su Yue         | Si Si (思思)                              | Uma prostituta que tem que servir Jin Guangshan.                                                 |
| Zhang Jing     | Jin Zhu (金姝)                            | Um servo da seita Jin.                                                                           |
| Liu Xiaobin    | Yin Zhu (银姝)                            | Um servo da seita Jin.                                                                           |
| Jiao Changshun | Professor de Song Lan (宋岚师傅)          |                                                                                                  |
| Shen Xin       | Lojista de funeral (丧葬老太)             |                                                                                                  |
| Huang Ying     | Avó Liu (刘婆婆)                          |                                                                                                  |
| Liu Fengmin    | Lao Zhang (Wen Chao) (老丈（温晁）)       |                                                                                                  |
| Sun Liang      | Lao Zhang (Nie Huaisang) (老丈（聂怀桑）) |                                                                                                  |

## Trilha sonora
O principal compositor da trilha sonora é Lin Hai. A música tema foi intitulada "忘羡" (Wangxian) antes de ser renomeada do episódio 11 em diante para "无羁 (Wuji)". Em 8 de julho de 2019, o álbum digital foi lançada na QQ Music, juntamente com a versão completa da música, bem como outras músicas dos personagens. O álbum instrumental foi lançado na QQ Music em 5 de agosto de 2019.
O álbum físico foi lançado em 2 de novembro de 2019.
| N.º | Título                                                                           | Cantor(a)                                     | Duração |  |
| 1.  | "Unrestrained (无羁)" (Theme song – duet version)                                | Xiao Zhan e Wang Yibo                         | 04:13   |  |
| 2.  | "Unrestrained (无羁)" (Theme song – special version)                             | Bibi Zhou                                     | 04:14   |  |
| 3.  | "Unrestrained (无羁)" (Theme song – solo version)                                | Xiao Zhan                                     | 04:13   |  |
| 4.  | "Unrestrained (无羁)" (Theme song – solo version)                                | Wang Yibo                                     | 04:13   |  |
| 5.  | "Song Ends with Chen Qing (曲尽陈情)" (Wei Wuxian's theme song)                  | Xiao Zhan                                     | 03:53   |  |
| 6.  | "Won't Forget (不忘)" (Lan Wangji's theme song)                                  | Wang Yibo                                     | 05:16   |  |
| 7.  | "Newborn (赤子)" (Wen Ning's theme song)                                         | Yu Bin                                        | 04:18   |  |
| 8.  | "Goodbye Filled With Hatred (恨别)" (Jiang Cheng's theme song)                   | Wang Zhuocheng                                | 03:43   |  |
| 9.  | "Involuntary (不由)" (Lan Xichen's theme song)                                   | Liu Haikuan                                   | 04:44   |  |
| 10. | "Separation at Qing He (清河诀)" (Nie Mingjue & Nie Huaisang's theme song)       | Ayanga                                        | 03:44   |  |
| 11. | "If The Woodlands Has Something To Say (疏林如有诉)" (Wen Qing's theme song)     | Gao Qiuzi                                     | 03:53   |  |
| 12. | "Passing by the Deserted City (荒城渡)" (Xue Yang's theme song)                  | Charlie Zhou                                  | 04:19   |  |
| 13. | "Lone City (孤城)" (Yi City group's theme song)                                  | Sun Bolun & Chen Zhuoxuan                     | 03:52   |  |
| 14. | "Youth Especially Cannot Be Bullied (最是少年不可欺)" (Youth group's theme song) | Zui Xue, Zheng Fanxing, Qi Peixin & Guo Cheng | 03:59   |  |
| 15. | "Inappeasable (意难平)" (Jiang Yanli's theme song)                               | Yin Lin                                       | 04:14   |  |
| 16. | "Not In Vain (不枉)" (Group song)                                                | Naomi Wang                                    | 03:55   |  |
| 17. | "Eternal Separation (永隔)" (Jiang Yanli & Jin Zixuan's theme song)              | Lara Veronin e Fabien Yang                    | 03:37   |  |
| 18. | "Hatred in Life (多恨生)" (Jin Guangyao's theme song)                            | Zhu Xingjie                                   | 04:25   |  |

| N.º | Título                                                     | Duração |  |
| 1.  | "The Untamed (陈情令)"                                     | 02:01   |  |
| 2.  | "Unrestrained (无羁)" (Instrumental version)               | 02:33   |  |
| 3.  | "Wang Ji (忘机)"                                           | 01:01   |  |
| 4.  | "Love Entanglement (情牵)"                                 | 01:59   |  |
| 5.  | "Lotus Pier (莲花坞)"                                      | 02:08   |  |
| 6.  | "Maneuvering Dizi (御笛)"                                  | 02:15   |  |
| 7.  | "Glacier (裂冰)"                                           | 03:26   |  |
| 8.  | "Drunken Dream (醉梦)"                                     | 03:27   |  |
| 9.  | "Burial Mound (乱葬岗)"                                    | 02:24   |  |
| 10. | "Sadness (伤情)"                                           | 03:01   |  |
| 11. | "If Life Was Just Like When We First Met (人生若只如初见)" | 02:36   |  |
| 12. | "Won't Regret (不悔)"                                      | 02:47   |  |
| 13. | "Night Scamper (夜奔)"                                     | 03:51   |  |
| 14. | "Day and Night (寤寐)"                                     | 01:26   |  |
| 15. | "Song of Lucidity (清心音·乱魄抄)"                         | 05:10   |  |
| 16. | "Rest (安息)"                                              | 02:32   |  |
| 17. | "Greenery (草木)"                                          | 02:33   |  |
| 18. | "Yi City (义城)"                                           | 01:03   |  |
| 19. | "Artful Child (狡童)"                                      | 01:44   |  |
| 20. | "Sunshot (射日)"                                           | 02:28   |  |
| 21. | "Unrestrained (无羁)" (Piano version)                      | 01:23   |  |

Em 19 de agosto, a QQ Music anunciou que as vendas do álbum da trilha sonora haviam quebrado quinze milhões de cópias, atingindo oficialmente a certificação de platina. Em setembro de 2019, o álbum foi o álbum da trilha sonora mais vendido na plataforma e ficou em 15 ° lugar na lista de álbuns digitais mais vendidos.

## Prêmios e indicações
| Prêmio                                                                            | Categoria                                            | Trabalho nomeado                           | Resultado | Ref.          |
| --------------------------------------------------------------------------------- | ---------------------------------------------------- | ------------------------------------------ | --------- | ------------- |
| The Third Internet Film Festival                                                  | Melhor diretor                                       | Chen Jialin                                | Venceu    | [ 37 ]        |
| The Third Internet Film Festival                                                  | Melhor ator novo                                     | Zhu Zanjin                                 | Venceu    | [ 37 ]        |
| GQ 2019 Men of the Year                                                           | Melhor ator do ano                                   | Wang Yibo                                  | Venceu    | [ 38 ]        |
| 6th The Actors of China Award Ceremony                                            | Melhor Ator (Websérie)                               | Xiao Zhan                                  | Indicado  | [ 39 ]        |
| Golden Tower Award                                                                | Drama mais popular                                   | The Untamed                                | Venceu    | [ 40 ] [ 41 ] |
| Golden Tower Award                                                                | Ator mais popular                                    | Xiao Zhan                                  | Venceu    | [ 40 ] [ 41 ] |
| Golden Tower Award                                                                | Ator mais popular                                    | Wang Yibo                                  | Indicado  | [ 40 ] [ 41 ] |
| Sofa Film Festival                                                                | Ator mais popular do outono                          | Xiao Zhan                                  | Venceu    | [ 42 ]        |
| 6th Hengdian Film and TV Festival of China (Wenrong Awards)                       | Melhor websérie                                      | The Untamed                                | Indicado  | [ 43 ]        |
| 6th Hengdian Film and TV Festival of China (Wenrong Awards)                       | Melhor diretor                                       | Chen Jialin                                | Venceu    | [ 43 ]        |
| 6th Hengdian Film and TV Festival of China (Wenrong Awards)                       | Melhor produtor                                      | Fang Fang                                  | Venceu    | [ 43 ]        |
| 3rd Yinchuan Internet Film Festival                                               | Melhor websérie                                      | The Untamed                                | Indicado  | [ 44 ]        |
| 3rd Yinchuan Internet Film Festival                                               | Melhor ator (websérie)                               | Xiao Zhan                                  | Venceu    | [ 45 ]        |
| 26th Huading Awards                                                               | Melhor série de televisão                            | The Untamed                                | 10th      | [ 46 ]        |
| 26th Huading Awards                                                               | Melhor diretor                                       | Chen Jialin, Zheng Weiwen                  | Indicado  | [ 47 ] [ 48 ] |
| 26th Huading Awards                                                               | Melhor produtor                                      | Yang Xia, Fang Fang, Wang Chu, Liu Mingtie | Indicado  | [ 47 ] [ 48 ] |
| 26th Huading Awards                                                               | Melhor iniciante                                     | Xiao Zhan                                  | Venceu    | [ 47 ] [ 48 ] |
| 26th Huading Awards                                                               | Melhor iniciante                                     | Wang Yibo                                  | Indicado  | [ 47 ] [ 48 ] |
| 26th Huading Awards                                                               | Os dez atores favoritos                              | Wang Yibo                                  | Venceu    | [ 47 ] [ 48 ] |
| 2nd Cultural and Entertainment Industry Congress                                  | Melhor ator (Drama)                                  | Xiao Zhan                                  | Indicado  | [ 49 ]        |
| 2nd Cultural and Entertainment Industry Congress                                  | Ator inovador (Drama)                                | Xiao Zhan                                  | Indicado  | [ 49 ]        |
| 2nd Cultural and Entertainment Industry Congress                                  | Ator inovador (Drama)                                | Wang Yibo                                  | Indicado  | [ 49 ]        |
| 2nd Cultural and Entertainment Industry Congress                                  | Melhor casal                                         | Xiao Zhan e Wang Yibo                      | Indicado  | [ 49 ]        |
| China Entertainment Industry Summit (Golden Pufferfish Awards)                    | Melhor drama                                         | The Untamed                                | Venceu    | [ 50 ] [ 51 ] |
| China Entertainment Industry Summit (Golden Pufferfish Awards)                    | Melhor marketing                                     | The Untamed                                | Venceu    | [ 50 ] [ 51 ] |
| China Entertainment Industry Summit (Golden Pufferfish Awards)                    | Produtor do ano                                      | Yang Xia                                   | Venceu    | [ 50 ] [ 51 ] |
| 7th Thailand Headlines Person of The Year Awards                                  | Prêmio mais influente                                | Elenco de The Untamed                      | Venceu    | [ 52 ] [ 53 ] |
| Tencent Music Entertainment Awards                                                | Canção do ano                                        | "Unrestrained" (por Xiao Zhan e Wang Yibo) | Venceu    | [ 54 ]        |
| China Golden Rooster and Hundred Flowers Film Festival (1st Network Drama Awards) | Ator mais popular                                    | Wang Yibo                                  | Venceu    | [ 55 ]        |
| China Golden Rooster and Hundred Flowers Film Festival (1st Network Drama Awards) | Ator mais antecipado                                 | He Peng                                    | Venceu    | [ 55 ]        |
| 20th China Video Awards                                                           | Propriedade intelectual do ano                       | The Untamed                                | Venceu    | [ 56 ]        |
| China Radio Film & TV Media Survey                                                | Excelente série de televisão de promoção no exterior | The Untamed                                | Venceu    | [ 57 ]        |
| Weibo TV Series Awards                                                            | Séries de televisão mais populares                   | The Untamed                                | Venceu    | [ 58 ] [ 59 ] |
| Weibo TV Series Awards                                                            | Ator mais popular                                    | Xiao Zhan                                  | 7th       | [ 60 ]        |
| Weibo TV Series Awards                                                            | Ator mais popular                                    | Wang Yibo                                  | 4th       | [ 61 ]        |
| Weibo TV Series Awards                                                            | Ator mais popular                                    | Song Jiyang                                | Indicado  | [ 62 ] [ 63 ] |
| Weibo TV Series Awards                                                            | Ator mais popular                                    | Wang Zhuocheng                             | Indicado  | [ 62 ] [ 63 ] |
| Weibo TV Series Awards                                                            | Ator mais popular                                    | Yu Bin                                     | Indicado  | [ 62 ] [ 63 ] |
| Weibo TV Series Awards                                                            | Ator mais popular                                    | Zheng Fanxing                              | Indicado  | [ 62 ] [ 63 ] |
| Weibo TV Series Awards                                                            | Ator mais popular                                    | Liu Haikuan                                | Indicado  | [ 62 ] [ 63 ] |
| Weibo TV Series Awards                                                            | Personagem mais popular                              | Wei Wuxian                                 | Venceu    | [ 64 ]        |
| Weibo TV Series Awards                                                            | Personagem mais popular                              | Lan Wangji                                 | 2nd       | [ 65 ]        |
| Golden Bud - The Fourth Network Film And Television Festival                      | Melhor websérie                                      | The Untamed                                | Indicado  | [ 66 ] [ 67 ] |
| Golden Bud - The Fourth Network Film And Television Festival                      | Websérie mais influente                              | The Untamed                                | Venceu    | [ 66 ] [ 67 ] |
| Golden Bud - The Fourth Network Film And Television Festival                      | Melhor filme na web                                  | The Living Dead                            | Indicado  | [ 66 ] [ 67 ] |
| Golden Bud - The Fourth Network Film And Television Festival                      | Diretor mais popular                                 | Chen Jialin                                | Venceu    | [ 66 ] [ 67 ] |
| Golden Bud - The Fourth Network Film And Television Festival                      | Melhor ator                                          | Xiao Zhan                                  | Indicado  | [ 66 ] [ 67 ] |
| Golden Bud - The Fourth Network Film And Television Festival                      | Melhor ator                                          | Wang Yibo                                  | Indicado  | [ 66 ] [ 67 ] |
| Golden Bud - The Fourth Network Film And Television Festival                      | Melhor iniciante                                     | Guo Cheng                                  | Indicado  | [ 66 ] [ 67 ] |
| Golden Bud - The Fourth Network Film And Television Festival                      | Melhor iniciante                                     | Song Jiyang                                | Indicado  | [ 66 ] [ 67 ] |
| Golden Bud - The Fourth Network Film And Television Festival                      | Melhor iniciante                                     | Wang Zhuocheng                             | Indicado  | [ 66 ] [ 67 ] |
| Golden Bud - The Fourth Network Film And Television Festival                      | Melhor iniciante                                     | Zheng Fanxing                              | Indicado  | [ 66 ] [ 67 ] |
| Golden Bud - The Fourth Network Film And Television Festival                      | Melhor iniciante                                     | Wang Haoxuan                               | Indicado  | [ 66 ] [ 67 ] |
| Golden Bud - The Fourth Network Film And Television Festival                      | New Force Energy                                     | Wang Haoxuan                               | Venceu    | [ 66 ] [ 67 ] |
| Sogou In Award                                                                    | Drama do ano                                         | The Untamed                                | Venceu    | [ 68 ]        |
| Kugou Music Awards                                                                | Canção do ano                                        | "Unrestrained" (by Xiao Zhan & Wang Yibo)  | Venceu    | [ 69 ]        |
| Film and TV Role Model 2019 Ranking                                               | Drama do ano                                         | The Untamed                                | Indicado  | [ 70 ]        |
| Film and TV Role Model 2019 Ranking                                               | Ator do ano                                          | Xiao Zhan                                  | Indicado  | [ 70 ]        |
| Baidu Fudian Awards                                                               | Dez melhores séries de televisão                     | The Untamed                                | Venceu    | [ 71 ]        |
| Sina Film & TV Awards                                                             | Dez melhores séries de televisão                     | The Untamed                                | Venceu    | [ 72 ]        |
| 8th China Student Television Festival                                             | Séries de televisão mais assistidas                  | The Untamed                                | Venceu    | [ 73 ]        |
| Tencent Video All Star Awards                                                     | Drama da Web do ano                                  | The Untamed                                | Venceu    | [ 74 ]        |
| Tencent Video All Star Awards                                                     | Atores populares do ano                              | Xiao Zhan                                  | Venceu    | [ 74 ]        |
| Tencent Video All Star Awards                                                     | Atores populares do ano                              | Wang Yibo                                  | Venceu    | [ 74 ]        |
| Tencent Video All Star Awards                                                     | Most Promising Actor                                 | Liu Haikuan                                | Venceu    | [ 74 ]        |
| Tencent Video All Star Awards                                                     | Doki New Force                                       | Wang Zhuocheng                             | Venceu    | [ 74 ]        |
| Tencent Entertainment White Paper                                                 | Ator de televisão do ano                             | Xiao Zhan                                  | Venceu    | [ 75 ]        |
| Tencent Entertainment White Paper                                                 | Star Celebrity Board: Television Actor of the Year   | Xiao Zhan                                  | Venceu    | [ 76 ]        |
| Weibo Awards Ceremony                                                             | Drama quente do ano                                  | The Untamed                                | Venceu    | [ 77 ]        |
| Media and Entertainment Industry Reporter                                         | Marketing inovador do ano                            | The Untamed                                | Venceu    | [ 78 ]        |
| Hengdian World Studio Classic Ranking                                             | Drama mais popular                                   | The Untamed                                | Venceu    | [ 79 ]        |
| Hengdian World Studio Classic Ranking                                             | Personagem mais popular                              | Wei Wuxian (Xiao Zhan)                     | Venceu    | [ 80 ]        |

## Transmissão internacional
O drama é transmitido via WeTV em vários países como Tailândia, Vietnã, Filipinas, Índia e Indonésia. É transmitido internacionalmente através de plataformas como Viki, ODC e YouTube.
O drama é transmitido na Coreia do Sul via Channel Asia UHD a partir de 21 de outubro de 2019. Está programado para ser transmitido no Japão pela Asia Dramatic TV a partir de 19 de março de 2020.
O drama foi traduzido para 11 idiomas diferentes e transmitido via Netflix nas Américas do Norte e do Sul, Europa, Austrália, Filipinas e Índia a partir de 25 de outubro de 2019.